# IRB Junior World Rugby Trophy 2008
Die IRB Junior World Rugby Trophy 2008 war die erste Ausgabe des gleichnamigen Wettbewerbs in der Sportart Rugby Union, der als Qualifikation zur Juniorenweltmeisterschaft dient. Die Veranstaltung fand vom 15. bis 27. April 2008 in Chile statt und ersetzte sowohl die U19-Rugby-Union-Weltmeisterschaft als auch die U21-Rugby-Union-Weltmeisterschaft, die ebenfalls vom International Rugby Board organisiert worden waren. Den Wettbewerb entschied Uruguay für sich.
Zwei Monate später fand in Wales die Juniorenweltmeisterschaft 2008 für höher eingestufte Mannschaften statt.

## Austragungsorte
Sämtliche Spiele wurden in Santiago de Chile ausgetragen, und zwar im Estadio San Carlos de Apoquindo oder auf dem Gelände des Vereins Stade Français.

## Teilnehmer
Acht Mannschaften nahmen am Turnier teil. Automatisch qualifiziert war Gastgeber Chile. Hinzu kamen sieben Mannschaften, die sich ihren Startplatz entweder über kontinentale Qualifikationsturniere oder über die U19-Weltrangliste sicherten.
- Chile
- Cookinseln
- Georgien
- Jamaika
- Namibia
- Rumänien
- Südkorea
- Uruguay

## Vorrunde
Modus:
- 4 Punkte bei einem Sieg
- 2 Punkte bei einem Unentschieden
- 1 Bonuspunkt für vier oder mehr Versuche, unabhängig vom Endstand
- 1 Bonuspunkt bei einer Niederlage mit sieben oder weniger Spielpunkten Unterschied

### Gruppe A
|    | Land       | Spiele | Siege | Unent. | Ndlg. | Spiel- punkte | Diff. | Bonus- punkte | Tabellen- punkte |
| -- | ---------- | ------ | ----- | ------ | ----- | ------------- | ----- | ------------- | ---------------- |
| 1. | Chile      | 3      | 3     | 0      | 0     | 67:19         | + 48  | 1             | 13               |
| 2. | Rumänien   | 3      | 2     | 0      | 1     | 77:47         | + 30  | 2             | 10               |
| 3. | Namibia    | 3      | 1     | 0      | 2     | 57:62         | − 5   | 2             | 6                |
| 4. | Cookinseln | 3      | 0     | 0      | 3     | 31:104        | − 73  | 0             | 0                |

| 15. April 2008 14:00 CLST | Rumänien        | 28 : 26 | Namibia | Stade Français, Santiago Schiedsrichter: Javier Mancuso (Argentinien) |
| 15. April 2008 14:00 CLST | (14:12) Bericht |         |         | Stade Français, Santiago Schiedsrichter: Javier Mancuso (Argentinien) |

| 15. April 2008 16:00 CLST | Chile           | 33 : 10 | Cookinseln | Stade Français, Santiago Schiedsrichter: Heykel Bahroun (Tunesien) |
| 15. April 2008 16:00 CLST | (20:10) Bericht |         |            | Stade Français, Santiago Schiedsrichter: Heykel Bahroun (Tunesien) |

| 19. April 2008 14:00 CLST | Rumänien       | 46 : 7 | Cookinseln | Estadio San Carlos de Apoquindo, Santiago Schiedsrichter: Utscha Narimanidse (Georgien) |
| 19. April 2008 14:00 CLST | (19:0) Bericht |        |            | Estadio San Carlos de Apoquindo, Santiago Schiedsrichter: Utscha Narimanidse (Georgien) |

| 19. April 2008 16:00 CLST | Chile         | 20 : 6 | Namibia | Estadio San Carlos de Apoquindo, Santiago Schiedsrichter: Gustavo Gerbasi (Uruguay) |
| 19. April 2008 16:00 CLST | (8:3) Bericht |        |         | Estadio San Carlos de Apoquindo, Santiago Schiedsrichter: Gustavo Gerbasi (Uruguay) |

| 23. April 2008 16:00 CLST | Namibia        | 25 : 14 | Cookinseln | Estadio San Carlos de Apoquindo, Santiago Schiedsrichter: Marcin Zeszutek (Polen) |
| 23. April 2008 16:00 CLST | (15:8) Bericht |         |            | Estadio San Carlos de Apoquindo, Santiago Schiedsrichter: Marcin Zeszutek (Polen) |

| 23. April 2008 16:00 CLST | Chile         | 14 : 3 | Rumänien | Stade Français, Santiago Schiedsrichter: Gustavo Gerbasi (Uruguay) |
| 23. April 2008 16:00 CLST | (8:3) Bericht |        |          | Stade Français, Santiago Schiedsrichter: Gustavo Gerbasi (Uruguay) |

### Gruppe B
|    | Land     | Spiele | Siege | Unent. | Ndlg. | Spiel- punkte | Diff. | Bonus- punkte | Tabellen- punkte |
| -- | -------- | ------ | ----- | ------ | ----- | ------------- | ----- | ------------- | ---------------- |
| 1. | Uruguay  | 3      | 3     | 0      | 0     | 169:24        | + 145 | 2             | 14               |
| 2. | Georgien | 3      | 2     | 0      | 1     | 156:54        | + 102 | 3             | 11               |
| 3. | Südkorea | 3      | 1     | 0      | 2     | 94:134        | − 40  | 2             | 6                |
| 4. | Jamaika  | 3      | 0     | 0      | 3     | 20:227        | − 207 | 0             | 0                |

| 15. April 2008 14:00 CLST | Georgien       | 90 : 3 | Jamaika | Estadio San Carlos de Apoquindo, Santiago Schiedsrichter: Salvador Encinas (Chile) |
| 15. April 2008 14:00 CLST | (59:0) Bericht |        |         | Estadio San Carlos de Apoquindo, Santiago Schiedsrichter: Salvador Encinas (Chile) |

| 15. April 2008 16:00 CLST | Uruguay        | 67 : 8 | Südkorea | Estadio San Carlos de Apoquindo, Santiago Schiedsrichter: Horatiu Bargaunas (Rumänien) |
| 15. April 2008 16:00 CLST | (36:8) Bericht |        |          | Estadio San Carlos de Apoquindo, Santiago Schiedsrichter: Horatiu Bargaunas (Rumänien) |

| 19. April 2008 14:00 CLST | Georgien        | 50 : 31 | Südkorea | Stade Français, Santiago Schiedsrichter: Marcin Zeszutek (Polen) |
| 19. April 2008 14:00 CLST | (36:12) Bericht |         |          | Stade Français, Santiago Schiedsrichter: Marcin Zeszutek (Polen) |

| 19. April 2008 16:00 CLST | Uruguay        | 82 : 0 | Jamaika | Stade Français, Santiago Schiedsrichter: Horatiu Bargaunas (Rumänien) |
| 19. April 2008 16:00 CLST | (36:0) Bericht |        |         | Stade Français, Santiago Schiedsrichter: Horatiu Bargaunas (Rumänien) |

| 23. April 2008 14:00 CLST | Südkorea        | 55 : 17 | Jamaika | Estadio San Carlos de Apoquindo, Santiago Schiedsrichter: Utscha Narimanidse (Georgien) |
| 23. April 2008 14:00 CLST | (36:17) Bericht |         |         | Estadio San Carlos de Apoquindo, Santiago Schiedsrichter: Utscha Narimanidse (Georgien) |

| 23. April 2008 14:00 CLST | Uruguay        | 20 : 16 | Georgien | Stade Français, Santiago Schiedsrichter: Salvador Encinas (Chile) |
| 23. April 2008 14:00 CLST | (11:9) Bericht |         |          | Stade Français, Santiago Schiedsrichter: Salvador Encinas (Chile) |

## Finalrunde

### Spiel um Platz 7
| 27. April 2008 10:00 CLST | Cookinseln     | 54 : 15 | Jamaika | Stade Français, Santiago Schiedsrichter: Gustavo Gerbasi (Uruguay) |
| 27. April 2008 10:00 CLST | (37:3) Bericht |         |         | Stade Français, Santiago Schiedsrichter: Gustavo Gerbasi (Uruguay) |

### Spiel um Platz 5
| 27. April 2008 12:00 CLST | Namibia         | 36 : 29 | Südkorea | Stade Français, Santiago Schiedsrichter: Horatiu Bargaunas (Rumänien) |
| 27. April 2008 12:00 CLST | (19:12) Bericht |         |          | Stade Français, Santiago Schiedsrichter: Horatiu Bargaunas (Rumänien) |

### Spiel um Platz 3
| 27. April 2008 14:00 CLST | Rumänien       | 10 : 34 | Georgien | Stade Français, Santiago Schiedsrichter: Heykel Bahroun (Tunesien) |
| 27. April 2008 14:00 CLST | (3:10) Bericht |         |          | Stade Français, Santiago Schiedsrichter: Heykel Bahroun (Tunesien) |

### Finale
| 27. April 2008 16:00 CLST | Chile         | 8 : 20 | Uruguay | Stade Français, Santiago Schiedsrichter: Javier Mancuso (Argentinien) |
| 27. April 2008 16:00 CLST | (8:7) Bericht |        |         | Stade Français, Santiago Schiedsrichter: Javier Mancuso (Argentinien) |

## Schlussplatzierungen
| Platz | Land       |
| ----- | ---------- |
| 01    | Uruguay    |
| 02    | Chile      |
| 03    | Georgien   |
| 04    | Rumänien   |
| 05    | Namibia    |
| 06    | Südkorea   |
| 07    | Cookinseln |
| 08    | Jamaika    |

Uruguay gewann das Turnier und nahm 2009 an der Juniorenweltmeisterschaft teil.